# Zeller
A zeller (Apium graveolens) a zellerfélék családjába tartozó gyógy- és fűszernövény, gyökérzöldség.
Görög nevét (szelinon) Szilénoszról, a mondák sokarcú figurájáról kapta, méghozzá vélt potencianövelő hatása miatt. Olasz és spanyol közvetítéssel alakult ki az angol celery és a német Sellerie alak, utóbbi átvételével pedig a magyar zeller.

## Származása, elterjedése
Őshazája valószínűleg a Mediterráneum; alighanem onnan terjedt el már az ókorban. Kínában először az 5. század tájékán említik.
Szerte a világon termesztik három változatban, ezek közül Magyarországon a gumósat. A fajták a termesztés-nemesítés hatására különültek el az utóbbi kb. 2000 évben: a görögök még vadzellert használtak, és azt a petrezselyemmel csereszabatosnak tekintették. Az egyiptomiak kisebb mennyiségben már termesztették
A szárzellert (angol zeller, rúdzeller, halványított zeller) (Apium graveolens var. dulce), tévesen halványítónak is titulálják, holott semmit sem halványít. Sőt, őt magát kell termesztése közben halványítani.

## Megjelenése, felépítése

### Gumós zeller
A gumós zeller (Apium graveolens convar. rapaceum) neve arra utal, hogy egyedül ez a változat növeszt szárgumót.

### Szárzeller
A szárzeller gumója kicsi és tele van gyökérrel, ezért étkezésre nem alkalmas. Levelei 30–40 cm hosszúra is megnőnek, a levélnyél 3–4 cm széles.
Salátának használják, vagy turmixolva leves, koktél készülhet belőle.

### Metélőzeller
A metélőzeller (Apium graveolens var. silvestris forma secalinum) lombja ásványi sókban és éterikus olajokban egyaránt gazdag. Külsőre eltér a másik két zellertől, de aki gumós vagy halványított zellert termeszt, annak az a levélszükségletét is biztosítja.

## Hatóanyagai
A gumós zeller zöldjében viszonylag sok a C-vitamin, a foszfor és a mész, a szárzellerben pedig a B1- és B2-vitamint. Antioxidánsok is vannak benne, és ezek a párolt zöldségben sem bomlanak le. Legjelentősebb hatóanyaga a K-vitamin, emellett előnyös tulajdonsága a sok rost.
A gumós változat vitamintartalma elenyésző, viszont levelében és gumójában sok az illat- és ízanyag, ami kiváló, karakteres (édeskésen fanyar) fűszerré teszi. Hatása idegerősítő és a nemi hormon képződését is serkenti. Mész- és foszfortartalma is jelentős. Fogyókúrás hatása számottevő.
Népszerűségének fő okai az illóolajok. Ezekből a legtöbbet a mag tartalmazza, így hát ennek tulajdonították a legtöbb varázs- és gyógyerőt. A zellermagot az ajurvédikus gyógyászat és a görög orvostudomány is ízületi bántalmakra alkalmazta, de jónak tartották megfázásra, vízhajtónak, emésztéssegítőnek és májgyógyszernek is.

## Felhasználása
Nyersen salátákhoz használható. Jól ízesíti a főzelékeket, mártásokat, hús- és tojásételeket, de a diétás étkeztetésben is fontos szerepe lehet. Csökkenti a vércukor szintjét.
A zellersóval (őrölt zellerlevél és só keverékével) grillsülteket fűszereznek. Szárított, őrölt állapotában jól zárható edényben kell tartani, hogy illatanyagait megőrizzük. Az ilyen zeller kiváló levesízesítő, de zellerkrémlevest is főznek belőle.
Egyesek szerint vesebetegek diétájában nem ajánlott!

## Termesztése

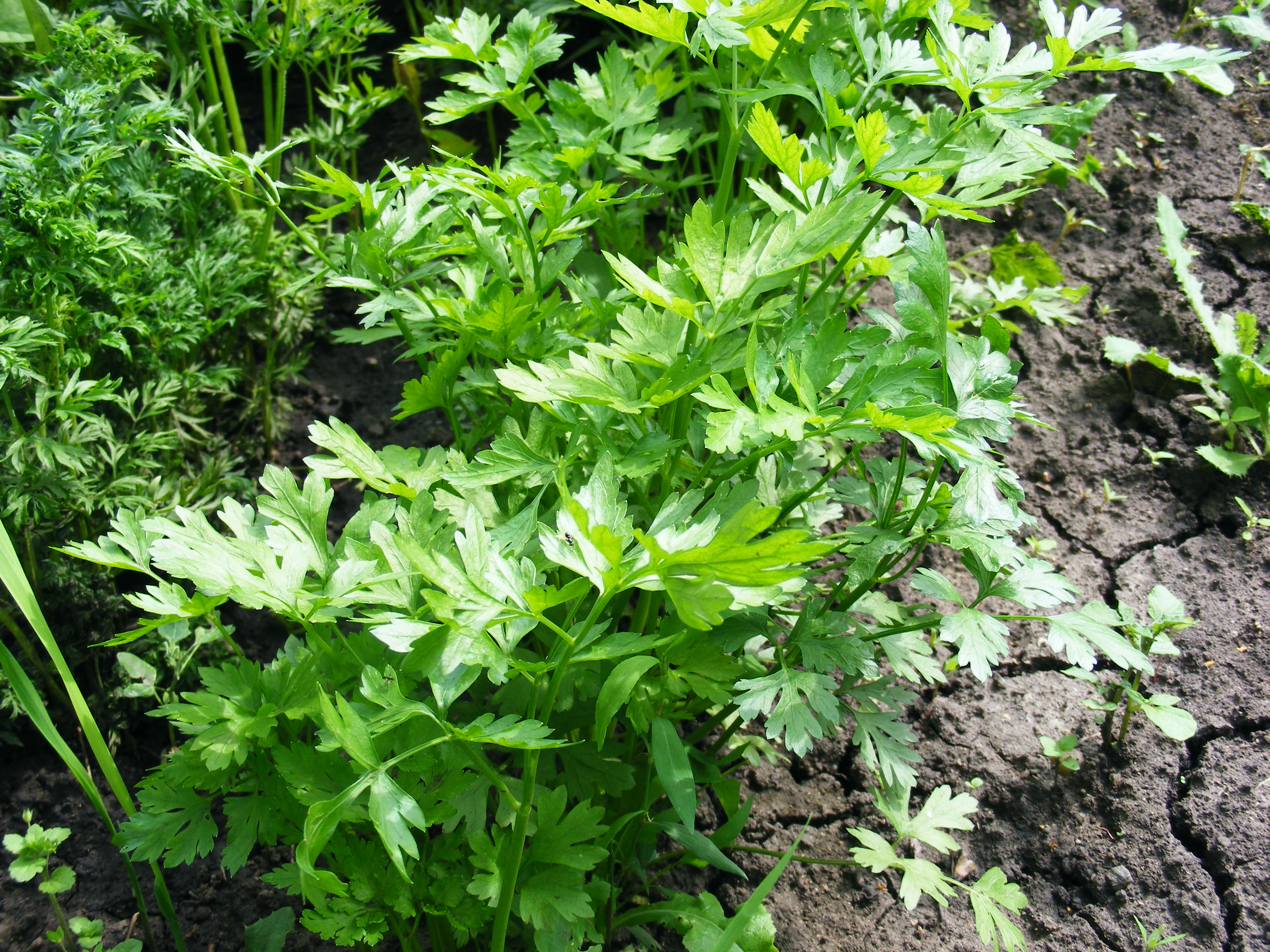
Zeller

Viszonylag későn (a 9. század tájékán Franciaországban vagy Olaszországban) kezdték nemesíteni; ekkor vált el a szárzeller útja a gumótól. Ebben az időben fűszerként nem volt divatos; főként gyógyszerként hasznosították. Később Európában a gumós zeller a kontinensen, a szárzeller a Brit-szigeteken futott be nagy karriert. 1623-ban a franciák inkább ízesítőnek tekintették; a zellerszárat a 17. században kezdték csak önállóan enni (anélkül, hogy varázserőt, extra libidót vagy bármi egyebet vártak volna tőle). A 17. század végén főleg salátának ették; ekkor nemesítették ki a mai szárzeller ősének tekinthető változatot. Fő céljuk a vad zeller túlságosan harsány ízének visszafogása volt; ennek érdekében áttértek a magok késő őszi vetésére – így a téli salátaigényt is ki tudták elégíteni.
A halványított szárzellert árnyékolják (földdel feltöltik, mint a spárgát). Ezt a módszert 18. század közepén Svédországban találták fel – ezzel az eljárással is zsengébb ízű leveleket kaptak. A módszer különösen népszerű lett Amerikában, ahol 1806-ban már négy külön nemesítésű fajtát hirdettek.
A kelet-angliai lapályokon az 1800-as években kezdték termeszteni a szárzellert, és mivel a termesztése bonyolult volt, meglehetősen drágán árulták. Ez jelentősen hozzájárult a zellerdivat kialakulásához.

## A kultúrában
A növényt a görögök a győzelem és az erő szimbólumának tartották, eképp a nemeai játékok bajnokai zellerből font koszorút kaptak. A hagyománynak másik gyökere, hogy az ókorban a zeller a halál jelképe is volt, így a legenda szerint Opheltész királyfi (akinek emlékére a játékokat rendezték) halotti ágya ugyancsak zellerlevelekből készült.
A hasonló egyiptomi hagyomány jeleként zellerből készültek például Tutanhamon fáraó koszorúi is. Ha a görögök vagy a rómaiak azt mondták valakire, hogy már csak zellerre van szüksége, az azt jelentette, hogy az illetőnek már nagyjából mindegy, így is, úgy is meghal. Kifejezetten rossz ómennek tekintették, ha valaki reggel elsőként nagyobb mennyiségű zellert pillantott meg.
A görögök és az egyiptomiak kultikus funkciója mellett elsősorban gyógynövényként használták. Az egyiptomiak már határozottan megkülönböztették a petrezselyemtől és egyre nagyobb szerepet adtak neki az ételek ízesítésében. Apicius receptgyűjteményben mindkét funkcióban szerepel: egyrészt mint hashajtó, másrészt mint a tökös csirke egyik összetevője és különböző pürék, szószok ízesítője. A római konyha egyik legkedveltebb fűszerévé vált, még ha a hagyományőrzők tiltakoztak is ez ellen: az idősebb Plinius például azon az állásponton volt, hogy csak a halotti toron lehet helye.
A középkorban egyszerre tartották potencianövelőnek („erekciósalátának”) és fogamzásgátlónak. Előbbi szerepét aknázza ki Trisztán és Izolda legendája, amelyben az egészen más szándékkal asztalhoz ülő fiatalok a zellerevés hatására omolnak egymás karjaiba. Ugyancsak vélt potencianövelő hatása miatt használta előszeretettel Madame de Pompadour és Giacomo Casanova.
A vend hagyomány szerint a zellergumó távol tartja a szellemeket. Spanyolországban szemmel verés ellen használták. Görögországban a fokhagyma és a hagyma mellett fellógatott száráról és leveléről is úgy tartották, hogy szerencsét hoz, sőt, a gyerekeknek egyes vidékeken külön zellertalizmánt is adtak. Pomerániában és Poroszországban a disznókat és az ifjú házasokat védték vele: az ólakban a repedésekbe tömködték, nehogy valami boszorkány megátkozza a jószágot, a fiataloknak pedig egy gumót adtak, hogy tegyék valamelyikük a cipőjébe, és ott majd szerencsét hoz.
Giambattista della Porta olasz természetfilozófus szerint a középkor varázslói és boszorkányai a zeller segítségével tudtak repülni.
A viktoriánus Angliában keresett luxuscikké lépett elő. Akkora siker volt, hogy külön tálalóeszközt találtak fel hozzá: a vendégek a fogások között a speciális zellervázában felszolgált zellerszárakkal frissíthették fel magukat. A zeller számtalan formában bukkant fel az étlapokon; még a Titanicon is volt zelleralapú fogás. A zellervázák 1830-tól az 1880-as évekig voltak divatban; az 1910-es években a fogást már hosszú tányérokban szolgálták fel.
A 19. század végén Amerikában (a századfordulóig) a hálaadás napi menü részévé vált.
A zellersó a Bloody Mary koktél egyik összetevője — a különböző források szerint ezt 1921-ben találta fel Pete Petiot bármixer, illetve 1927-ben George Jessel amerikai komikus.